# Garbage
Garbage — американський рок-гурт, заснований в місті Медісон, штат Вісконсин в 1994 році. Працює в напрямку альтернативний рок. У своїй роботі музиканти використовують широкий спектр інструментів — від електричної гітари до семплів з робіт інших музикантів, а також шуму, трісків чи обробленого електронікою голосу вокаліста.

## Історія
Офіційною датою утворення Garbage можна вважати 1994-й рік, коли до Буча Віґа (Bryan «Butch» Vig, ударні, програмінг), Дюка Еріксона (Doug «Duke» Erickson, гітара, клавішні) та Стіва Маркера (Steve Marker, бас-гітара) приєдналася вокалістка Шерлі Менсон (Shirley Manson, нар. 26 серпня 1966 в Единбурзі, Шотландія).
А першим кроком до підкорення музичних вершин стало утворення Бучем Віґом і Стівом Маркером власної студії «Smart Studio» в Медісоні, Вісконсин в 1983 році. Друзі зайнялися продюсуванням альбомів спочатку місцевих команд — Spooner і Firetown, а потім початківців Smashing Pumpkins, L7 і ветеранів Sonic Youth, U2 (Achtung Baby) і Depeche Mode (Violator). В кінці 80-х до Буча та Стіва приєднався колишній гітарист Spooner (які розпалися до того моменту) Дюк Еріксон.
Широко відомим ім'я Буча Віґа стало після виходу у світ альбому «Nevermind» багатонадійної команди Nirvana. Приголомшливий успіх альбому у 1991-му році вивів ім'я Буча Віґа в ряд найбільш успішних і модних продюсерів. «Nevermind» став класичним альбомом гранджу, а Віґ отримав титул «містер грандж».
Про створення власного гурту трійця задумалася в 1993-му. Здавалося б — всі дані для успіху є: власна студія, кошти, ідеї, нарешті. Залишалося одне — знайти вокалістку.
Нею стала Шерлі Менсон, рудоволоса шотландка з виразним голосом і ефектною зовнішністю. Шерлі — не новачок у музиці. До приєднання до Garbage вона пробувала свої сили в місцевих гуртах — спочатку в Mr. McKenzie, а потім в Angelfish. Angelfish випустили лише один альбом і відеокліп на пісню «Suffocate Me», який Буч випадково помітив на MTV. Помітив, і вирішив будь-що переманити Шерлі у свій гурт.
У 1994-му поки ще безіменний гурт розпочав роботу над своїм першим альбомом. За легендою, назва гурту народилася, як це зазвичай трапляється, випадково. Один із приятелів, якого Буч вирішив запросити в студію послухати записуваний гуртом матеріал, вигукнувши, прослухавши плівку: «Ну і сміття!» (англ. «What a garbage!»). На що Віґ відповів: «Можливо, і сміття. Але я зроблю з цього справжню пісню». Тому гурт вирішено було назвати «Garbage» («Сміття»).
У 1995-му році гурт підписав контракт з незалежною студією «Mushroom». Дебютний однойменний альбом вийшов 25 вересня 1995 року. Йому передував випуск синглу «Vow», який відразу ж опинився в гарячій ротації радіостанцій і потрапив в гарячу сотню чарту Billboard.
Рвані гітарні ритми, агресивний імідж і експерименти зі звуком припали до душі слухачам. Garbage одними з перших почали поєднувати гітарний рок і танцювальну музику, і це не залишилося непоміченим.
«Garbage» став одним з найбільш обговорюваних альбомів року. За підсумками року диск увійшов в усі списки популярності. Британські журналісти з «Melody Maker» поставили «Garbage» на 18-й рядок списку п'ятдесяти найкращих альбомів 1995-го року, а їхні колеги з New Musical Express — на 19-е. А за опитуванням читачів американського журналу Rolling Stone Шерлі Менсон названа найкращою новою вокалісткою року.
Крім того, Garbage отримали три номінації на «Ґреммі», але не отримали жодної нагороди.
Пояснюючи успіх свого оригінального звучання, мейнмен Garbage Буч Віґ сказав: «Ми беремо такі різні елементи як техно, панк і нойз, ембієнт, джаз і рок, і вкладаємо все це в рамки поп-стандартів».
З дебютного альбому вийшли відразу чотири сингли: «Only Happy When It Rains», «Stupid Girl», «Queer» і «Milk» (попри те, що перед тим вийшов «Vow»). Через рік після випуску «Garbage» отримав першу платинову нагороду і до настання 2000-го року розійшовся тиражем у 4 мільйони копій.
Після випуску дебютного альбому гурт вирушив у турне, вперше представивши публіці концертні версії пісень. За образом і подобою штучно створених гуртів, Garbage не виступали з концертами аж до виходу альбому, але відірвалися на повну котушку під час турне. Гастролі зайняли майже весь 1996 рік, причому друге півріччя гурт провів на розігріві у своїх старих знайомих Smashing Pumpkins.
У 1996-му гурт встиг засвітитися на саундтреці до фільму База Лурмана «Ромео і Джульєта» з композицією «# 1 Crush», а у квітні 1997-го розпочав запис чергового альбому.
Другий альбом з «високотехнічною» назвою «Version 2.0» вийшов 12 травня 1998 року. Цікава історія назви. "Це — нова, удосконалена версія Garbage, — пояснив Буч Віг. — Швидше, розумніше і краще ". Найбільш популярними композиціями з нового альбому стали «Push It», «Paranoid» і «Special». Відеокліп на останню композицію отримав премію MTV Video Music Award за найкращі спецефекти. Це була перша серйозна нагорода колективу.
Залишок 1998-го року гурт провів в гастрольному турне, яке почалося в травні 1998-го і закінчився в серпні 1999-го. Під час турне Garbage об'їздили весь світ, побувавши навіть у Південній Африці та Азії. 1 липня 1999 року гурт виступив на відкритті Шотландського парламенту (Шерлі — шотландка).
А відразу після повернення з турне четвірка була запрошена записати головну тему до чергового фільму «бондіади» — «І цілого світу недостатньо» (The World Is Not Enough). Таким чином, Garbage стали поряд з таким зірками, як Тіна Тернер, Шеріл Кроу і Duran Duran, які раніше також мали за честь записати композицію «для Бонда». Після виходу фільму і саундтреку до фільму про Garbage дізналися навіть ті, хто ніколи нічого не хотів про них знати.
Взявши річну перерву після майже п'яти років безперервної роботи, музиканти в черговий раз зібралися в студії в кінці 2000-го. Третій альбом музиканти записували майже рік, оскільки мали в розпорядженні власну студію і тому дозволили собі не поспішати.
Новий альбом, названий «Beautiful Garbage», побачив світ 1 жовтня 2001 року і здивував багатьох шанувальників колективу. Дивуватися було чому. Жорсткі гітарні рифи межували з тріп-хопом, танцювальні мелодії — з панківськими текстами, а ритм-н-блюзові гармонії — з електронними примочками. «Це все ще Garbage, але не той Garbage, яким ви звикли його бачити», — заявили музиканти. Першим синглом з нового альбому став «Androgyny», наступним — "Cherry Lip (Go Baby Go!) — Справжня поп-пісня спеціально для хіт-парадів.
В Billboard гурт повідомив, що їх п'ятий студійний альбом планується до виходу в кінці березня або на початку квітня 2012 року.

### Лейбл
В січні 2012 музиканти повідомили про заснування власного лейблу звукозапису під назвою «Stunvolume»

## Концертні тури
- листопад 1995 — грудень 1996: Garbage тур
- травень 1998 — листопад 1999: Version 2.0 тур
- жовтень 2001 — листопад 2002: Beautiful Garbage тур
- березень 2005 — жовтень 2005: Bleed Like Me тур

## Концерти в Україні
Гурт Garbage вперше виступили в Україні на фестивалі ПростоРок 2012 в Одесі. 12 листопада 2012 Garbage відіграли великий сольний концерт в Києві в Палаці Спорту.

## Дискографія
Студійні альбоми:
- 1995: Garbage
- 1998: Version 2.0
- 2001: Beautifulgarbage
- 2005: Bleed Like Me
- 2012: Not Your Kind of People
- 2016: Strange Little Birds
- 2021: No Gods No Masters

Збірники:
- 2002: Special Collection (EP)
- 2007: Absolute Garbage

Відео:
- 1996: Garbage Video (VHS)
- 2007: Absolute Garbage (DVD)

## Склад гурту
Теперішні учасники
- Шерлі Менсон – вокал, гітара
- Стів Маркер (Steve Marker) – гітара, синтезатор
- Дюк Еріксон (Duke Erikson) – бас-гітара, синтезатор, гітара, перкусія
- Бутч Віг – барабани, перкусія